# Ejido los Carrillo
Ejido los Carrillo är en ort i Mexiko.   Den ligger i kommunen Dolores Hidalgo och delstaten Guanajuato, i den centrala delen av landet, 270 km nordväst om huvudstaden Mexico City. Ejido los Carrillo ligger 1 950 meter över havet och antalet invånare är 109.
Terrängen runt Ejido los Carrillo är platt åt nordost, men åt sydväst är den kuperad. Runt Ejido los Carrillo är det ganska tätbefolkat, med 93 invånare per kvadratkilometer. Närmaste större samhälle är Dolores Hidalgo, 4,0 km sydost om Ejido los Carrillo. Trakten runt Ejido los Carrillo består i huvudsak av gräsmarker.